# Loudon (poble de Tennessee)
Loudon és un poble del Comtat de Loudon a l'estat de Tennessee. Segons el cens del 2000 tenia 4.476 habitants.

## Demografia
Segons el cens del 2000, Loudon tenia 4.476 habitants, 1.858 habitatges, i 1.202 famílies. La densitat de població era de 185,4 habitants/km².
Dels 1.858 habitatges en un 27,5% hi vivien nens de menys de 18 anys, en un 49% hi vivien parelles casades, en un 12,3% dones solteres, i en un 35,3% no eren unitats familiars. En el 31,3% dels habitatges hi vivien persones soles el 16,3% de les quals corresponia a persones de 65 anys o més que vivien soles. El nombre mitjà de persones vivint en cada habitatge era de 2,29 i el nombre mitjà de persones que vivien en cada família era de 2,85.
Per edats la població es repartia de la següent manera: un 21,3% tenia menys de 18 anys, un 7,6% entre 18 i 24, un 26,3% entre 25 i 44, un 22,6% de 45 a 60 i un 22,3% 65 anys o més.
L'edat mediana era de 42 anys. Per cada 100 dones de 18 o més anys hi havia 80,6 homes.
La renda mediana per habitatge era de 30.108 $ i la renda mediana per família de 39.410 $. Els homes tenien una renda mediana de 31.229 $ mentre que les dones 20.611 $. La renda per capita de la població era de 16.501 $. Entorn del 10,7% de les famílies i el 17,1% de la població estaven per davall del llindar de pobresa.

## Poblacions properes
El següent diagrama mostra les poblacions més properes.